# 组装厂站
组装厂站（英語：Assembly station）最初在规划文件中被称作组装厂广场站，是位于马萨诸塞州萨默维尔市的波士顿地铁橙线无障碍车站。车站于2014年9月2日正式启用，是在既有的橙线线路中插入的新车站。该车站是马萨诸塞湾交通局自1987年以来新建的唯一一座地铁站。
组装厂休闲广场曾经是福特汽车组装厂，工厂关停以后被改造成组装厂休闲广场及综合购物住宅中心。新地铁站位于购物中心东侧，为该区域提供便捷的公共交通服务，注入活力。迅猛发展的组装厂休闲广场购物中心预计每天吸引4.5万辆车次客流，设立地铁站有效减少居民对私家车的依赖。车站开通首年日均客流量为1864人，预计2030年达到5000人。

## 车站结构

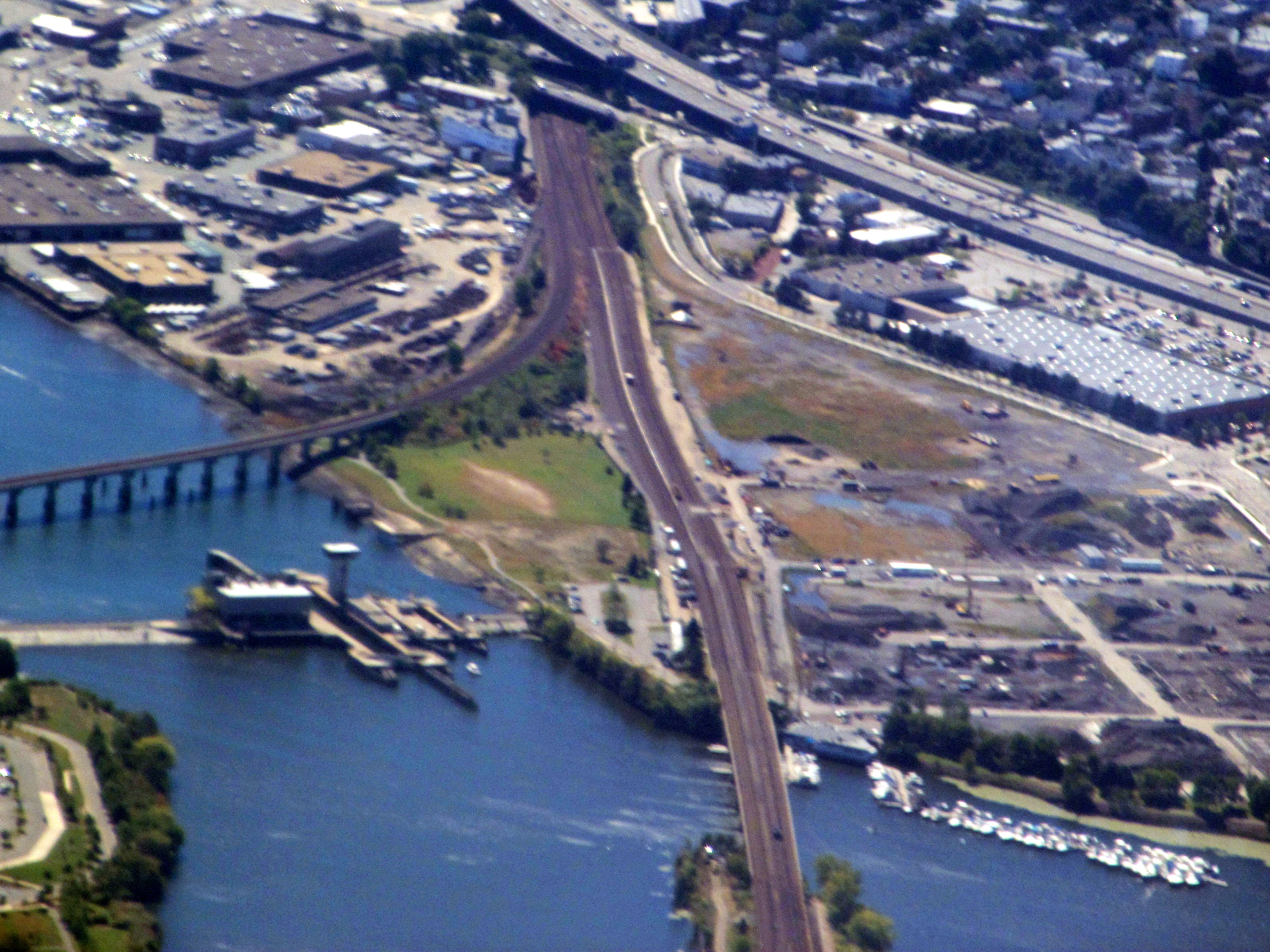
2012年9月车站鸟瞰图

组装厂站位于组装厂休闲广场后侧的米斯蒂克河边。车站由一个120（390英尺）的岛式站台组成，站台两侧可以停靠6节车厢的地铁列车。与社区大学站、沙利文广场站和威灵顿站不同的是，尽管所有车站都有规划作快车道的第三条轨道经过，组装厂站并没有可供第三轨道停靠的站台。车站有两个出入扣，分布在站台的两端，并各有一座天桥。
车站的公共藝術元素丰富了车站环境，如艺术造型的长凳、金属片马赛克车站前台和记载了车站历史的装饰墙。
2012年，为回应绿线延长线项目带来的潜在空气质量下降影响，让通勤铁路停靠此站的提议被放在谈判桌上讨论。该提案为车站新增通勤铁路停靠站台，以供黑弗里尔线和纽伯里波特及罗克波特线使用。然而，通勤铁路站不可能于2015年完工，因此被麻州交通部否决。
| M | 天桥               | 售票大厅、检票口        |
| G | -                  | 出入口                  |
| G | 机动车道           |                         |
| G | 南行               | 往森林山 （沙利文广场） |
| G | 岛式月台，左侧开门 |                         |
| G | 北行               | 往橡树林 （威灵顿）     |

## 历史与融资

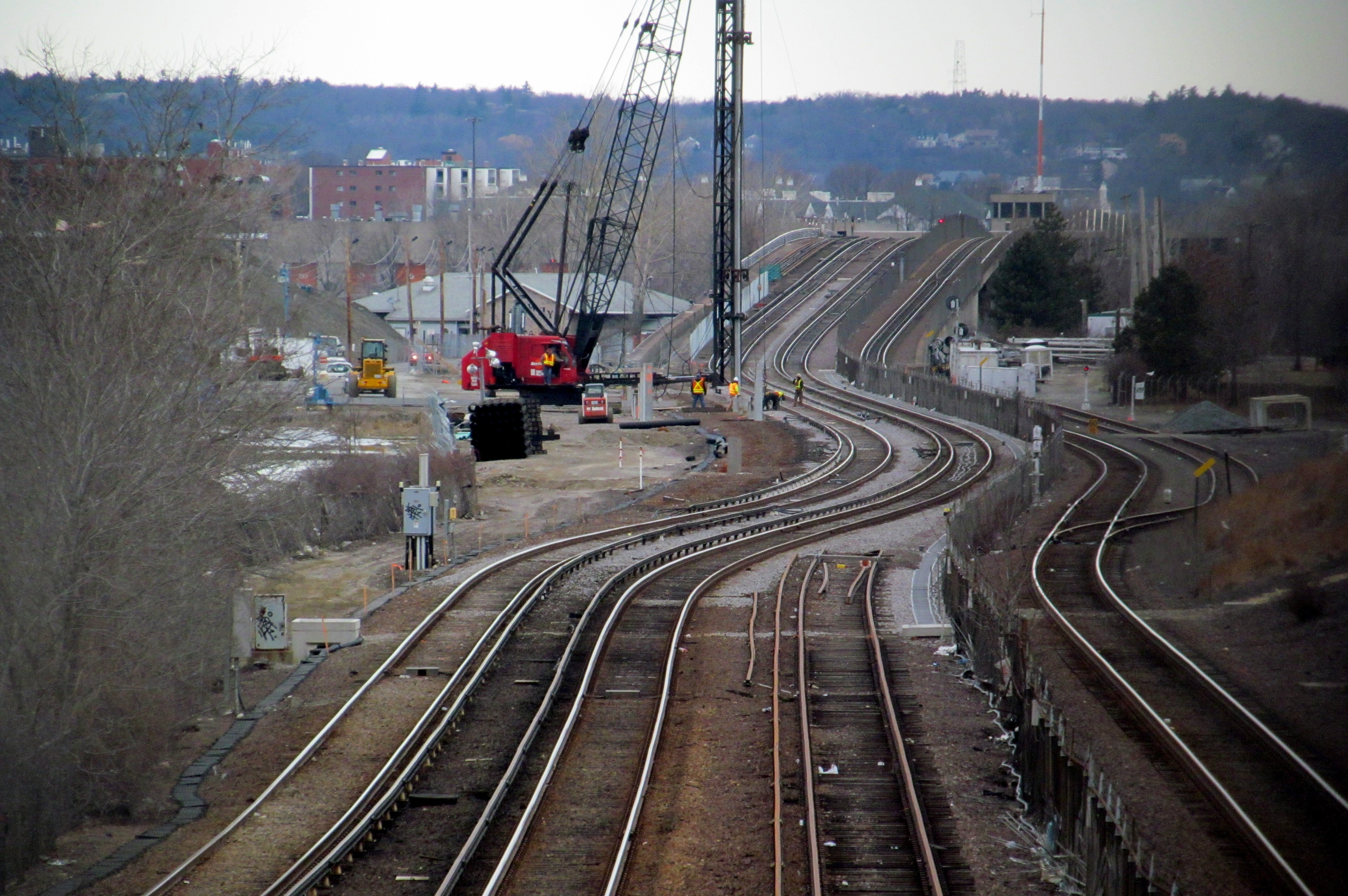
2013年1月施工工地照片

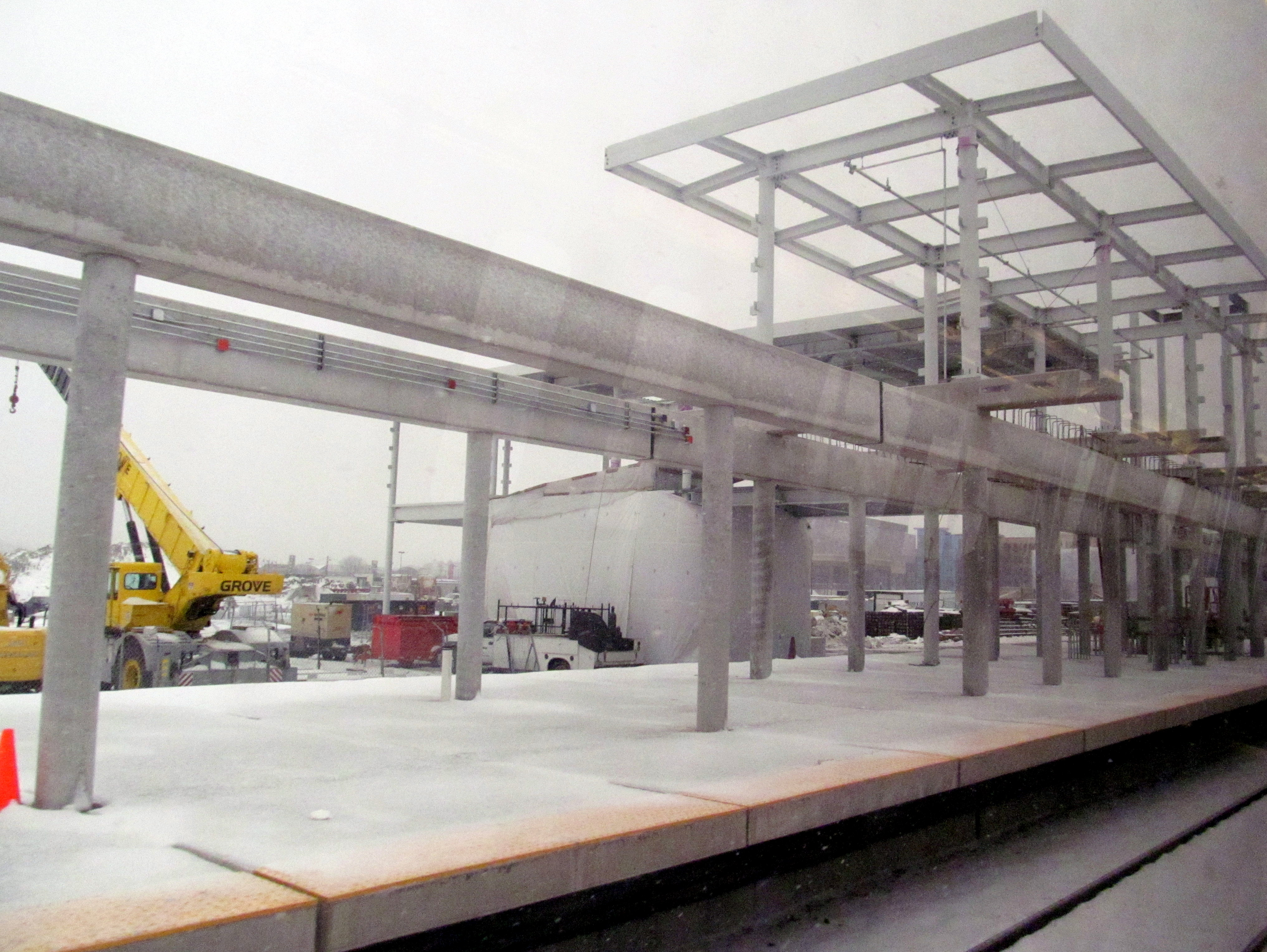
2013年12月车站站台建造中照片

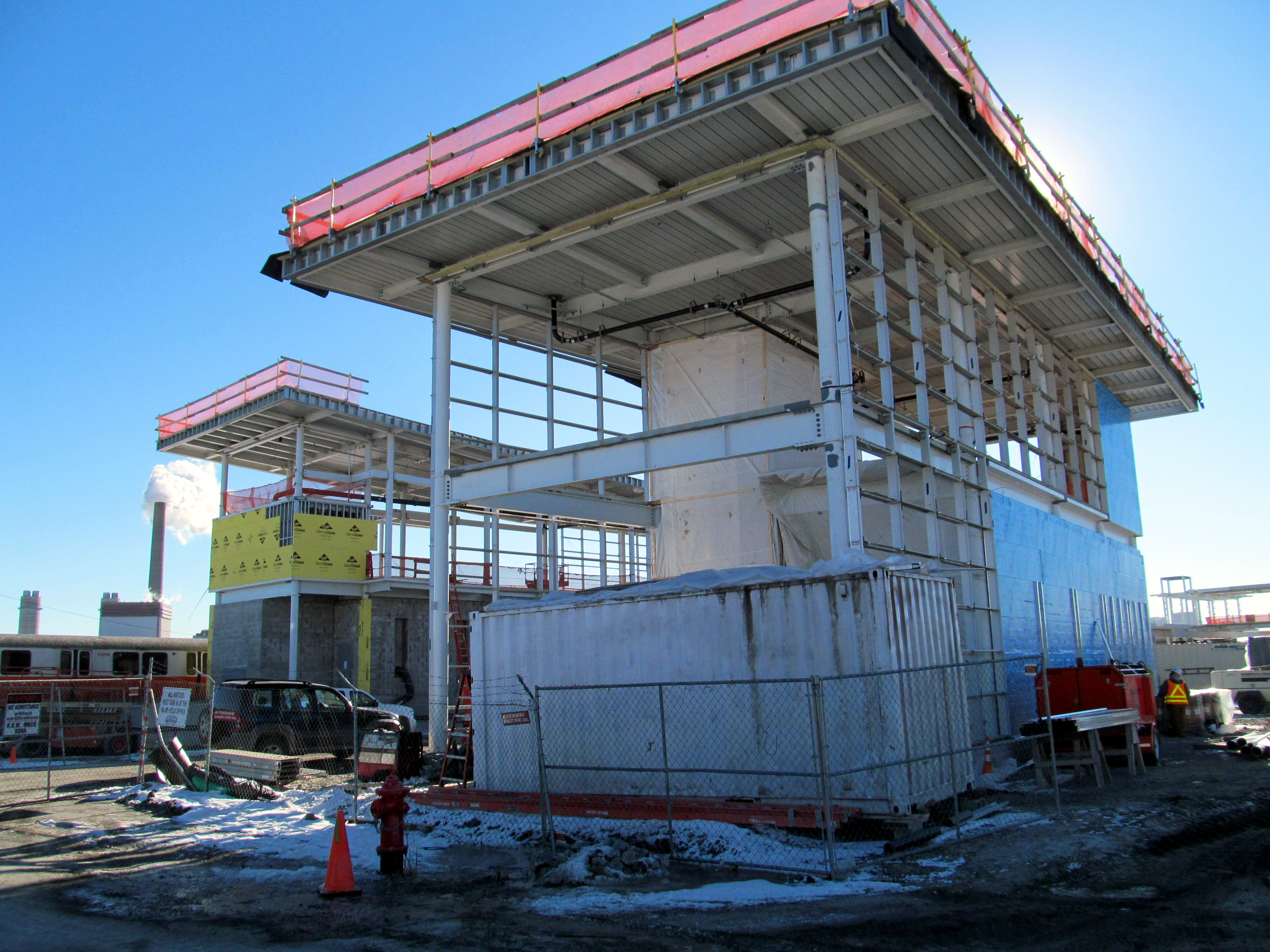
2014年1月车站出入口建筑施工照片

车站预计造价为5700万美元，其中2200万美元由住房及经济发展执行办公室资助，剩余部分由联邦财政、组装厂休闲广场开发商和联邦房地产投资信托分担。
车站附近地块为曾经的福特汽车组装厂，并使用临近的黑弗里尔线。尽管很早以前工厂就关停，这块空地依旧以组装厂广场命名。
2011年2月8日，马萨诸塞湾交通局董事会一致通过与联邦房地产投资信托的諒解備忘錄，作为项目资金来源。 諒解備忘錄是车站建设项目的重要里程碑。2011年5月2日，萨默维尔市政批准此项目。交通局在两天后开始对工程招标，计划于2011年底动工。
2011年10月5日，马萨诸塞湾交通局宣布S&R建筑公司以$29,229,184中标，同年秋天开始施工。施工期间需要将橙线沙利文广场站至橡树林站区间关闭18个周末。周末部分线路关闭是从2012年6月开始的，2012年，工程进入第二阶段后，每周关闭5晚上，2013年和2014年断断续续进行关闭施工。
为方便施工，交通局将营运轨道替换至尚未使用的第三轨道快车道。2013年1月起，交通局开始建造混凝土站台和车站出入口支撑结构，随后的几个月内开始铺设电梯。2013年6月开始建造车站出入口天桥，站台与同年7月开始铺设，出入口与2014年6月竣工。
2014年9月2日，车站正式启用，但是仍有部分施工直至11月完成。车站启用的第一天，车站遭到暴风雨袭击导致车站进水。
合作伙伴医疗保健总部位于车站南侧，该公司赞助车站建设南侧出入口，并于2016年竣工。

## 公交换乘
组装厂站前后站的沙利文广场站和威灵顿站均是重要的公交换乘车站，因此本站设计之初就没有安排安多公交换乘。地铁站边没有直接可以换乘的公交车站，但是150米远处的大联合大道可乘坐公交车：
- 90：戴维斯广场 - 沙利文广场站 - 组装厂广场购物中心（英语：Assembly Square Mall） - 威灵顿站
- 92：组装厂广场购物中心（英语：Assembly Square Mall） - 沙利文广场站 - 主街 - 干草市场站 - 波士顿市中心